# Trey Flowers
Pour les articles homonymes, voir Trey et Flowers.
(en) Statistiques sur pro-football-reference
Robert Lee « Trey » Flowers III, né le 16 août 1993, est un joueur américain de football américain.

## Biographie
Il a étudié à l'école secondaire Columbia à Huntsville en Alabama. Il débute en 2013 avec les Razorbacks de l'Arkansas. En 2015, il est sélectionné par les Patriots de la Nouvelle-Angleterre au quatrième tour de la draft. Après une saison 2016 pleine de concurrence avec Chris Long, Jabaal Sheard et Rob Ninkovich conclue par une victoire au Super Bowl LI, il double son temps de jeu la saison suivante est le seul des quatre à rester sous le maillot des Patriots.
Le 11 mars 2019, il est annoncé qu'il va signer un contrat de cinq ans avec les Lions de Détroit.

## Palmarès
- Patriots de la Nouvelle-Angleterre (2015-2018), vainqueur des Super Bowls LI et LIII.
- Lions de Détroit (2019- ).